# 32. Dáil
Der 32.  Dáil wurde am 26. Februar 2016 gewählt. Insgesamt 160 Abgeordnete (Teachtaí Dála) wurden in 43 Wahlkreisen mit dem Verfahren der übertragbaren Einzelstimmgebung (single transferable vote) bestimmt.

## Wahlausgang
siehe: Wahlen zum Dáil Éireann 2016

Sitzverteilung im 32. Dáil

Fine Gael und Labour verloren einen Großteil ihrer Sitze im Dáil. Die Fine Gael blieb aber die stärkste Kraft. Der Dáil Éireann kam erstmals am 10. März 2016 zur konstituierenden Sitzung zusammen. Als Vorsitzender des Dáils (Ceann Comhairle) wurde Seán Ó Fearghaíl (Fianna Fáil) Amt gewählt. Seine Vertretung (Leas-Cheann Comhairle) wurde Pat Gallagher (Unabhängige).
Trotz seines Rücktritts wurde Enda Kenny schließlich am 6. Mai 2016 gewählt. Dabei blieb die Fianna Fáil der Abstimmung fern, sodass Kenny im vierten Wahlgang mit den Stimmen der Fine Gael gegen die Stimmen der übrigen Opposition gewählt wurde. Er bildete die Regierung Kenny II. Frances Fitzgerald wurde Tánaiste. Am 17. Mai 2017 trat Enda Kenny zurück und übergab die Verantwortung an Leo Varadkar, der dann am 14. Juni 2017 gewählt wurde. Dabei stützte sich seine Wahl wiederum auf die Stimmen der Fine Gael und einiger Unabhängiger. Er bildete die Regierung Varadkar I. Tánaiste blieb zunächst Frances Fitzgerald. Am 30. November 2017 trat Simon Coveney an diese Stelle. Beide Regierungen Kennys und Varadkars waren Minderheitsregierungen mit Duldung der Fianna Fáil.
Oppositionsführer (Ceannaire an Fhreasúra) wurde Micheál Martin von der Fianna Fáil.
| Partei | Partei                            | Vorsitzende/r im Dáil                                             | Feb. 2016: gewählte Teachtaí Dála | Nov. 2020: Teachtaí Dála | Veränderung |
| ------ | --------------------------------- | ----------------------------------------------------------------- | --------------------------------- | ------------------------ | ----------- |
|        | Fine Gael                         | Enda Kenny, ab Juni 2017: Leo Varadkar jeweils zugleich Taoiseach | 50                                | 47                       | −3          |
|        | Fianna Fáil                       | Micheál Martin zugleich Leader of the Opposition                  | 44                                | 45                       | +1          |
|        | Sinn Féin                         | Gerry Adams, ab 2018: Mary Lou McDonald                           | 23                                | 22                       | −1          |
|        | Labour Party                      | Brendan Howlin                                                    | 7                                 | 7                        | –           |
|        | Solidarity–People Before Profit * | (Kollektiv)                                                       | 6                                 | 6                        | –           |
|        | Independents 4 Change             | Joan Collins                                                      | 4                                 | 1                        | −3          |
|        | Social Democrats                  | Róisín Shortall und Catherine Murphy                              | 3                                 | 2                        | −1          |
|        | Green Party                       | Eamon Ryan                                                        | 2                                 | 3                        | +1          |
|        | Aontú                             | Peadar Tóibín                                                     | −                                 | 1                        | +1          |
|        | Unabhängige                       |                                                                   | 19                                | 22                       | +3          |
|        | Ceann Comhairle                   |                                                                   | −                                 | 1                        | +1          |
|        | vakant                            |                                                                   | −                                 | 1                        | +1          |
| Gesamt | Gesamt                            | 160                                                               | 160                               | 160                      | –           |

## Teachtaí Dála
| Wahlkreis            | Name                      | Porträt | Partei (Teilgruppe)          | Partei (Teilgruppe)                                       | Partei (Teilgruppe)                                       | Partei (Teilgruppe)                                       | Im Amt seit       |
| Wahlkreis            | Name                      | Porträt | erstmals in den Dáil gewählt | erstmals in den Dáil gewählt                              | Parteizugehörigkeit zum Ende des Dáil                     | Parteizugehörigkeit zum Ende des Dáil                     | Im Amt seit       |
| -------------------- | ------------------------- | ------- | ---------------------------- | --------------------------------------------------------- | --------------------------------------------------------- | --------------------------------------------------------- | ----------------- |
| Carlow–Kilkenny      | Bobby Aylward             |         |                              | Fianna Fáil                                               | Fianna Fáil                                               | Fianna Fáil                                               | 14. Juni 2007     |
| Carlow–Kilkenny      | Pat Deering               |         |                              | Fianna Fáil                                               | Fianna Fáil                                               | Fianna Fáil                                               | 9. März 2011      |
| Carlow–Kilkenny      | Kathleen Funchion         |         |                              | Sinn Féin                                                 | Sinn Féin                                                 | Sinn Féin                                                 | 10. März 2016     |
| Carlow–Kilkenny      | John McGuinness           |         |                              | Fianna Fáil                                               | Fianna Fáil                                               | Fianna Fáil                                               | 26. Juni 1997     |
| Carlow–Kilkenny      | John Paul Phelan          |         |                              | Fine Gael                                                 | Fine Gael                                                 | Fine Gael                                                 | 9. März 2011      |
| Cavan–Monaghan       | Caoimhghín Ó Caoláin      |         |                              | Sinn Féin                                                 | Sinn Féin                                                 | Sinn Féin                                                 | 26. Juni 1997     |
| Cavan–Monaghan       | Heather Humphreys         |         |                              | Fine Gael                                                 | Fine Gael                                                 | Fine Gael                                                 | 9. März 2011      |
| Cavan–Monaghan       | Brendan Smith             |         |                              | Fianna Fáil                                               | Fianna Fáil                                               | Fianna Fáil                                               | 14. Dezember 1992 |
| Cavan–Monaghan       | Niamh Smyth               |         |                              | Fianna Fáil                                               | Fianna Fáil                                               | Fianna Fáil                                               | 10. März 2016     |
| Clare                | Pat Breen                 |         |                              | Fine Gael                                                 | Fine Gael                                                 | Fine Gael                                                 | 6. Juni 2002      |
| Clare                | Joe Carey                 |         |                              | Fine Gael                                                 | Fine Gael                                                 | Fine Gael                                                 | 14. Juni 2007     |
| Clare                | Timmy Dooley              |         |                              | Fianna Fáil                                               | Fianna Fáil                                               | Fianna Fáil                                               | 14. Juni 2007     |
| Clare                | Michael Harty             |         |                              | Unabhängiger (Independent Group)                          | Unabhängiger (Independent Group)                          | Unabhängiger (Independent Group)                          | 10. März 2016     |
| Cork East            | Pat Buckley               |         |                              | Sinn Féin                                                 | Sinn Féin                                                 | Sinn Féin                                                 | 10. März 2016     |
| Cork East            | Kevin O’Keeffe            |         |                              | Fianna Fáil                                               | Fianna Fáil                                               | Fianna Fáil                                               | 10. März 2016     |
| Cork East            | Seán Sherlock             |         |                              | Labour                                                    | Labour                                                    | Labour                                                    | 14. Juni 2007     |
| Cork East            | David Stanton             |         |                              | Fine Gael                                                 | Fine Gael                                                 | Fine Gael                                                 | 26. Juni 1997     |
| Cork North-Central   | Mick Barry                |         |                              | Solidarity–People Before Profit                           | Solidarity–People Before Profit                           | Solidarity–People Before Profit                           | 10. März 2016     |
| Cork North-Central   | Dara Murphy               |         |                              | Fine Gael                                                 | Fine Gael                                                 | Fine Gael                                                 | 9. März 2011      |
| Cork North-Central   | Jonathan O’Brien          |         |                              | Sinn Féin                                                 | Sinn Féin                                                 | Sinn Féin                                                 | 9. März 2011      |
| Cork North-Central   | Billy Kelleher            |         |                              | Fianna Fáil                                               |                                                           | 2019 in das Europäische Parlament gewählt                 | 26. Juni 1997     |
| Cork North-Central   | Pádraig O’Sullivan        |         |                              | Fianna Fáil                                               | Fianna Fáil                                               | Fianna Fáil                                               | 3. Dezember 2019  |
| Cork North-West      | Michael Creed             |         |                              | Fine Gael                                                 | Fine Gael                                                 | Fine Gael                                                 | 14. Juni 2007     |
| Cork North-West      | Aindrias Moynihan         |         |                              | Fianna Fáil                                               | Fianna Fáil                                               | Fianna Fáil                                               | 10. März 2016     |
| Cork North-West      | Michael Moynihan          |         |                              | Fianna Fáil                                               | Fianna Fáil                                               | Fianna Fáil                                               | 26. Juni 1997     |
| Cork South-Central   | Simon Coveney             |         |                              | Fine Gael                                                 | Fine Gael                                                 | Fine Gael                                                 | 3. November 1998  |
| Cork South-Central   | Micheál Martin            |         |                              | Fianna Fáil                                               | Fianna Fáil                                               | Fianna Fáil                                               | 29. Juni 1989     |
| Cork South-Central   | Michael McGrath           |         |                              | Fianna Fáil                                               | Fianna Fáil                                               | Fianna Fáil                                               | 14. Juni 2007     |
| Cork South-Central   | Donnchadh Ó Laoghaire     |         |                              | Sinn Féin                                                 | Sinn Féin                                                 | Sinn Féin                                                 | 10. März 2016     |
| Cork South-West      | Jim Daly                  |         |                              | Fine Gael                                                 | Fine Gael                                                 | Fine Gael                                                 | 9. März 2011      |
| Cork South-West      | Michael Collins           |         |                              | Unabhängiger (Rural Group)                                | Unabhängiger (Rural Group)                                | Unabhängiger (Rural Group)                                | 10. März 2016     |
| Cork South-West      | Margret Murphy O’Mahony   |         |                              | Fianna Fáil                                               | Fianna Fáil                                               | Fianna Fáil                                               | 10. März 2016     |
| Donegal              | Pearse Doherty            |         |                              | Sinn Féin                                                 | Sinn Féin                                                 | Sinn Féin                                                 | 30. November 2010 |
| Donegal              | Pat Gallagher             |         |                              | Fianna Fáil                                               | Fianna Fáil                                               | Fianna Fáil                                               | 30. Juni 1981     |
| Donegal              | Charlie McConalogue       |         |                              | Fianna Fáil                                               | Fianna Fáil                                               | Fianna Fáil                                               | 9. März 2011      |
| Donegal              | Joe McHugh                |         |                              | Fine Gael                                                 | Fine Gael                                                 | Fine Gael                                                 | 14. Juni 2007     |
| Donegal              | Thomas Pringle            |         |                              | Unabhängiger (Independent Group)                          | Unabhängiger (Independent Group)                          | Unabhängiger (Independent Group)                          | 9. März 2011      |
| Dublin Bay North     | Richard Bruton            |         |                              | Fine Gael                                                 | Fine Gael                                                 | Fine Gael                                                 | 9. März 1982      |
| Dublin Bay North     | Seán Haughey              |         |                              | Fianna Fáil                                               | Fianna Fáil                                               | Fianna Fáil                                               | 10. März 2016     |
| Dublin Bay North     | Denise Mitchell           |         |                              | Sinn Féin                                                 | Sinn Féin                                                 | Sinn Féin                                                 | 10. März 2016     |
| Dublin Bay North     | Tommy Broughan            |         |                              | Independents 4 Change                                     | Independents 4 Change                                     | Independents 4 Change                                     | 14. Dezember 1992 |
| Dublin Bay North     | Finian McGrath            |         |                              | Unabhängiger (Independent Group)                          | Unabhängiger (Independent Group)                          | Unabhängiger (Independent Group)                          | 6. Juni 2002      |
| Dublin Bay South     | Kate O’Connell            |         |                              | Fine Gael                                                 | Fine Gael                                                 | Fine Gael                                                 | 10. März 2016     |
| Dublin Bay South     | Eoghan Murphy             |         |                              | Fine Gael                                                 | Fine Gael                                                 | Fine Gael                                                 | 9. März 2011      |
| Dublin Bay South     | Jim O’Callaghan           |         |                              | Fianna Fáil                                               | Fianna Fáil                                               | Fianna Fáil                                               | 10. März 2016     |
| Dublin Bay South     | Eamon Ryan                |         |                              | Green Party                                               | Green Party                                               | Green Party                                               | 10. März 2016     |
| Dublin Central       | Paschal Donohoe           |         |                              | Fine Gael                                                 | Fine Gael                                                 | Fine Gael                                                 | 9. März 2011      |
| Dublin Central       | Maureen O’Sullivan        |         |                              | Unabhängige                                               | Unabhängige                                               | Unabhängige                                               | 5. Juni 2009      |
| Dublin Central       | Mary Lou McDonald         |         |                              | Sinn Féin                                                 | Sinn Féin                                                 | Sinn Féin                                                 | 9. März 2011      |
| Dublin Fingal        | Clare Daly                |         |                              | Independents 4 Change (Independent Group)                 |                                                           | 2019 in das Europäische Parlament gewählt                 | 9. März 2011      |
| Dublin Fingal        | Alan Farrell              |         |                              | Fine Gael                                                 | Fine Gael                                                 | Fine Gael                                                 | 9. März 2011      |
| Dublin Fingal        | Darragh O’Brien           |         |                              | Fianna Fáil                                               | Fianna Fáil                                               | Fianna Fáil                                               | 10. März 2016     |
| Dublin Fingal        | Joe O’Brien               |         |                              | Green Party Nachwahl                                      | Green Party Nachwahl                                      | Green Party Nachwahl                                      | 3. Dezember 2019  |
| Dublin Fingal        | Louise O’Reilly           |         |                              | Sinn Féin                                                 | Sinn Féin                                                 | Sinn Féin                                                 | 10. März 2016     |
| Dublin Fingal        | Brendan Ryan              |         |                              | Labour                                                    | Labour                                                    | Labour                                                    | 20. Februar 2020  |
| Dublin Mid-West      | John Curran               |         |                              | Fianna Fáil                                               | Fianna Fáil                                               | Fianna Fáil                                               | 6. Juni 2002      |
| Dublin Mid-West      | Frances Fitzgerald        |         |                              | Fine Gael                                                 |                                                           | 2019 in das Europäische Parlament gewählt                 | 9. März 2011      |
| Dublin Mid-West      | Gino Kenny                |         |                              | Solidarity–People Before Profit                           | Solidarity–People Before Profit                           | Solidarity–People Before Profit                           | 10. März 2016     |
| Dublin Mid-West      | Eoin Ó Broin              |         |                              | Sinn Féin                                                 | Sinn Féin                                                 | Sinn Féin                                                 | 10. März 2016     |
| Dublin Mid-West      | Mark Ward                 |         |                              | Sinn Féin Nachwahl                                        | Sinn Féin Nachwahl                                        | Sinn Féin Nachwahl                                        | 3. Dezember 2019  |
| Dublin North-West    | Dessie Ellis              |         |                              | Sinn Féin                                                 | Sinn Féin                                                 | Sinn Féin                                                 | 9. März 2011      |
| Dublin North-West    | Noel Rock                 |         |                              | Fine Gael                                                 | Fine Gael                                                 | Fine Gael                                                 | 10. März 2016     |
| Dublin North-West    | Róisín Shortall           |         |                              | Social Democrats                                          | Social Democrats                                          | Social Democrats                                          | 14. Dezember 1992 |
| Dublin Rathdown      | Josepha Madigan           |         |                              | Fine Gael                                                 | Fine Gael                                                 | Fine Gael                                                 | 10. März 2016     |
| Dublin Rathdown      | Catherine Martin          |         |                              | Green Party                                               | Green Party                                               | Green Party                                               | 10. März 2016     |
| Dublin Rathdown      | Shane Ross                |         |                              | Unabhängige (Independent Group)                           | Unabhängige (Independent Group)                           | Unabhängige (Independent Group)                           | 10. März 2016     |
| Dublin South-Central | Joan Collins              |         |                              | Independents 4 Change (Independent Group)                 | Independents 4 Change (Independent Group)                 | Independents 4 Change (Independent Group)                 | 9. März 2011      |
| Dublin South-Central | Catherine Byrne           |         |                              | Fine Gael                                                 | Fine Gael                                                 | Fine Gael                                                 | 14. Juni 2007     |
| Dublin South-Central | Aengus Ó Snodaigh         |         |                              | Sinn Féin                                                 | Sinn Féin                                                 | Sinn Féin                                                 | 6. Juni 2002      |
| Dublin South-Central | Bríd Smith                |         |                              | Solidarity–People Before Profit                           | Solidarity–People Before Profit                           | Solidarity–People Before Profit                           | 10. März 2016     |
| Dublin South-West    | Colm Brophy               |         |                              | Fine Gael                                                 | Fine Gael                                                 | Fine Gael                                                 | 10. März 2016     |
| Dublin South-West    | Seán Crowe                |         |                              | Sinn Féin                                                 | Sinn Féin                                                 | Sinn Féin                                                 | 9. März 2011      |
| Dublin South-West    | Katherine Zappone         |         |                              | Unabhängige (Independent Group)                           | Unabhängige (Independent Group)                           | Unabhängige (Independent Group)                           | 10. März 2016     |
| Dublin South-West    | John Lahart               |         |                              | Fianna Fáil                                               | Fianna Fáil                                               | Fianna Fáil                                               | 10. März 2016     |
| Dublin South-West    | Paul Murphy               |         |                              | Solidarity–People Before Profit                           | Solidarity–People Before Profit                           | Solidarity–People Before Profit                           | 14. Oktober 2014  |
| Dublin West          | Jack Chambers             |         |                              | Fianna Fáil                                               | Fianna Fáil                                               | Fianna Fáil                                               | 10. März 2016     |
| Dublin West          | Joan Burton               |         |                              | Labour Party                                              | Labour Party                                              | Labour Party                                              | 14. Dezember 1992 |
| Dublin West          | Ruth Coppinger            |         |                              | Solidarity–People Before Profit                           | Solidarity–People Before Profit                           | Solidarity–People Before Profit                           | 23. Mai 2014      |
| Dublin West          | Leo Varadkar              |         |                              | Fine Gael                                                 | Fine Gael                                                 | Fine Gael                                                 | 14. Juni 2007     |
| Dún Laoghaire        | Richard Boyd Barrett      |         |                              | Solidarity–People Before Profit                           | Solidarity–People Before Profit                           | Solidarity–People Before Profit                           | 9. März 2011      |
| Dún Laoghaire        | Maria Bailey              |         |                              | Fine Gael                                                 | Fine Gael                                                 | Fine Gael                                                 | 10. März 2016     |
| Dún Laoghaire        | Seán Barrett              |         |                              | Fine Gael                                                 | Fine Gael                                                 | Fine Gael                                                 | 30. Juni 1981     |
| Dún Laoghaire        | Mary Mitchell O’Connor    |         |                              | Fine Gael                                                 | Fine Gael                                                 | Fine Gael                                                 | 9. März 2011      |
| Galway East          | Seán Canney               |         |                              | Unabhängiger (Regional Group)                             | Unabhängiger (Regional Group)                             | Unabhängiger (Regional Group)                             | 10. März 2016     |
| Galway East          | Ciarán Cannon             |         |                              | Fine Gael                                                 | Fine Gael                                                 | Fine Gael                                                 | 9. März 2011      |
| Galway East          | Anne Rabbitte             |         |                              | Fianna Fáil                                               | Fianna Fáil                                               | Fianna Fáil                                               | 10. März 2016     |
| Galway West          | Catherine Connolly        |         |                              | Unabhängige (Independent Group)                           | Unabhängige (Independent Group)                           | Unabhängige (Independent Group)                           | 10. März 2016     |
| Galway West          | Mairéad Farrell           |         |                              | Sinn Féin                                                 | Sinn Féin                                                 | Sinn Féin                                                 | 20. Februar 2020  |
| Galway West          | Noel Grealish             |         |                              | Unabhängiger (Regional Group)                             | Unabhängiger (Regional Group)                             | Unabhängiger (Regional Group)                             | 6. Juni 2002      |
| Galway West          | Hildegarde Naughton       |         |                              | Fine Gael                                                 | Fine Gael                                                 | Fine Gael                                                 | 10. März 2016     |
| Galway West          | Seán Kyne                 |         |                              | Fianna Fáil                                               | Fianna Fáil                                               | Fianna Fáil                                               | 9. März 2011      |
| Kerry                | Martin Ferris             |         |                              | Sinn Féin                                                 | Sinn Féin                                                 | Sinn Féin                                                 | 6. Juni 2002      |
| Kerry                | John Brassil              |         |                              | Fianna Fáil                                               | Fianna Fáil                                               | Fianna Fáil                                               | 10. März 2016     |
| Kerry                | Brendan Griffin           |         |                              | Fine Gael                                                 | Fine Gael                                                 | Fine Gael                                                 | 9. März 2011      |
| Kerry                | Danny Healy-Rae           |         |                              | Unabhängiger (Rural Group)                                | Unabhängiger (Rural Group)                                | Unabhängiger (Rural Group)                                | 10. März 2016     |
| Kerry                | Michael Healy-Rae         |         |                              | Unabhängiger (Rural Group)                                | Unabhängiger (Rural Group)                                | Unabhängiger (Rural Group)                                | 9. März 2011      |
| Kildare North        | Frank O’Rourke            |         |                              | Fianna Fáil                                               | Fianna Fáil                                               | Fianna Fáil                                               | 10. März 2016     |
| Kildare North        | Bernard Durkan            |         |                              | Fine Gael                                                 | Fine Gael                                                 | Fine Gael                                                 | 14. Dezember 1982 |
| Kildare North        | James Lawless             |         |                              | Fianna Fáil                                               | Fianna Fáil                                               | Fianna Fáil                                               | 10. März 2016     |
| Kildare North        | Catherine Murphy          |         |                              | Social Democrats                                          | Social Democrats                                          | Social Democrats                                          | 9. März 2011      |
| Kildare South        | Fiona O’Loughlin          |         |                              | Fianna Fáil                                               | Fianna Fáil                                               | Fianna Fáil                                               | 10. März 2016     |
| Kildare South        | Martin Heydon             |         |                              | Fine Gael                                                 | Fine Gael                                                 | Fine Gael                                                 | 9. März 2011      |
| Kildare South        | Seán Ó Fearghaíl          |         |                              | Fianna Fáil                                               |                                                           | Ceann Comhairle                                           | 6. Juni 2002      |
| Laois                | Charles Flanagan          |         |                              | Fine Gael                                                 | Fine Gael                                                 | Fine Gael                                                 | 14. Juni 2007     |
| Laois                | Seán Fleming              |         |                              | Fianna Fáil                                               | Fianna Fáil                                               | Fianna Fáil                                               | 26. Juni 1997     |
| Laois                | Brian Stanley             |         |                              | Sinn Féin                                                 | Sinn Féin                                                 | Sinn Féin                                                 | 9. März 2011      |
| Limerick City        | Jan O’Sullivan            |         |                              | Labour Party                                              | Labour Party                                              | Labour Party                                              | 11. März 1998     |
| Limerick City        | Willie O’Dea              |         |                              | Fianna Fáil                                               | Fianna Fáil                                               | Fianna Fáil                                               | 9. März 1982      |
| Limerick City        | Kieran O’Donnell          |         |                              | Fine Gael                                                 | Fine Gael                                                 | Fine Gael                                                 | 20. Februar 2020  |
| Limerick City        | Michael Noonan            |         |                              | Fine Gael                                                 | Fine Gael                                                 | Fine Gael                                                 | 30. Juni 1981     |
| Limerick County      | Niall Collins             |         |                              | Fianna Fáil                                               | Fianna Fáil                                               | Fianna Fáil                                               | 14. Juni 2007     |
| Limerick County      | Tom Neville               |         |                              | Fine Gael                                                 | Fine Gael                                                 | Fine Gael                                                 | 10. März 2016     |
| Limerick County      | Patrick O’Donovan         |         |                              | Fine Gael                                                 | Fine Gael                                                 | Fine Gael                                                 | 9. März 2011      |
| Longford–Westmeath   | Peter Burke               |         |                              | Fine Gael                                                 | Fine Gael                                                 | Fine Gael                                                 | 10. März 2016     |
| Longford–Westmeath   | Kevin Moran               |         |                              | Unabhängiger (Regional Group)                             | Unabhängiger (Regional Group)                             | Unabhängiger (Regional Group)                             | 10. März 2016     |
| Longford–Westmeath   | Willie Penrose            |         |                              | Labour Party                                              | Labour Party                                              | Labour Party                                              | 14. Dezember 1992 |
| Longford–Westmeath   | Robert Troy               |         |                              | Fianna Fáil                                               | Fianna Fáil                                               | Fianna Fáil                                               | 9. März 2011      |
| Louth                | Gerry Adams               |         |                              | Sinn Féin                                                 | Sinn Féin                                                 | Sinn Féin                                                 | 9. März 2011      |
| Louth                | Peter Fitzpatrick         |         |                              | Fine Gael                                                 | Fine Gael                                                 | Fine Gael                                                 | 9. März 2011      |
| Louth                | Declan Breathnach         |         |                              | Fianna Fáil                                               | Fianna Fáil                                               | Fianna Fáil                                               | 10. März 2016     |
| Louth                | Imelda Munster            |         |                              | Sinn Féin                                                 | Sinn Féin                                                 | Sinn Féin                                                 | 10. März 2016     |
| Louth                | Fergus O’Dowd             |         |                              | Fine Gael                                                 | Fine Gael                                                 | Fine Gael                                                 | 6. Juni 2002      |
| Mayo                 | Dara Calleary             |         |                              | Fianna Fáil                                               | Fianna Fáil                                               | Fianna Fáil                                               | 14. Juni 2007     |
| Mayo                 | Lisa Chambers             |         |                              | Fianna Fáil                                               | Fianna Fáil                                               | Fianna Fáil                                               | 10. März 2016     |
| Mayo                 | Enda Kenny                |         |                              | Fine Gael                                                 | Fine Gael                                                 | Fine Gael                                                 | 12. November 1975 |
| Mayo                 | Michael Ring              |         |                              | Fine Gael                                                 | Fine Gael                                                 | Fine Gael                                                 | 14. Juni 1994     |
| Meath East           | Thomas Byrne              |         |                              | Fianna Fáil                                               | Fianna Fáil                                               | Fianna Fáil                                               | 10. März 2016     |
| Meath East           | Helen McEntee             |         |                              | Fine Gael                                                 | Fine Gael                                                 | Fine Gael                                                 | 16. April 2013    |
| Meath East           | Regina Doherty            |         |                              | Fine Gael                                                 | Fine Gael                                                 | Fine Gael                                                 | 9. März 2011      |
| Meath West           | Damien English            |         |                              | Fine Gael                                                 | Fine Gael                                                 | Fine Gael                                                 | 6. Juni 2002      |
| Meath West           | Shane Cassells            |         |                              | Fianna Fáil                                               | Fianna Fáil                                               | Fianna Fáil                                               | 10. März 2016     |
| Meath West           | Peadar Tóibín             |         |                              | Sinn Féin                                                 | Sinn Féin                                                 | Sinn Féin                                                 | 9. März 2011      |
| Offaly               | Marcella Corcoran Kennedy |         |                              | Fine Gael                                                 | Fine Gael                                                 | Fine Gael                                                 | 9. März 2011      |
| Offaly               | Barry Cowen               |         |                              | Fianna Fáil                                               | Fianna Fáil                                               | Fianna Fáil                                               | 9. März 2011      |
| Offaly               | Carol Nolan               |         |                              | Sinn Féin                                                 | Sinn Féin                                                 | Sinn Féin                                                 | 10. März 2016     |
| Roscommon–Galway     | Michael Fitzmaurice       |         |                              | Unabhängiger (Independent Group)                          | Unabhängiger (Independent Group)                          | Unabhängiger (Independent Group)                          | 14. Oktober 2014  |
| Roscommon–Galway     | Eugene Murphy             |         |                              | Fianna Fáil                                               | Fianna Fáil                                               | Fianna Fáil                                               | 10. März 2016     |
| Roscommon–Galway     | Denis Naughten            |         |                              | Unabhängiger (Regional Group)                             | Unabhängiger (Regional Group)                             | Unabhängiger (Regional Group)                             | 26. Juni 1997     |
| Sligo–Leitrim        | Tony McLoughlin           |         |                              | Fine Gael                                                 | Fine Gael                                                 | Fine Gael                                                 | 9. März 2011      |
| Sligo–Leitrim        | Eamon Scanlon             |         |                              | Fianna Fáil                                               | Fianna Fáil                                               | Fianna Fáil                                               | 14. Juni 2007     |
| Sligo–Leitrim        | Martin Kenny              |         |                              | Sinn Féin                                                 | Sinn Féin                                                 | Sinn Féin                                                 | 10. März 2016     |
| Sligo–Leitrim        | Marc MacSharry            |         |                              | Fianna Fáil                                               |                                                           | Unabhängiger                                              | 10. März 2016     |
| Tipperary            | Jackie Cahill             |         |                              | Fianna Fáil                                               | Fianna Fáil                                               | Fianna Fáil                                               | 10. März 2016     |
| Tipperary            | Séamus Healy              |         |                              | Unabhängiger (Mitglied der Workers and Unemployed Action) | Unabhängiger (Mitglied der Workers and Unemployed Action) | Unabhängiger (Mitglied der Workers and Unemployed Action) | 22. Juni 2000     |
| Tipperary            | Alan Kelly                |         |                              | Labour                                                    | Labour                                                    | Labour                                                    | 9. März 2011      |
| Tipperary            | Michael Lowry             |         |                              | Unabhängiger (Regional Group)                             | Unabhängiger (Regional Group)                             | Unabhängiger (Regional Group)                             | 10. März 1987     |
| Tipperary            | Mattie McGrath            |         |                              | Unabhängiger (Rural Group)                                | Unabhängiger (Rural Group)                                | Unabhängiger (Rural Group)                                | 14. Juni 2007     |
| Waterford            | Mary Butler               |         |                              | Fianna Fáil                                               | Fianna Fáil                                               | Fianna Fáil                                               | 10. März 2016     |
| Waterford            | David Cullinane           |         |                              | Sinn Féin                                                 | Sinn Féin                                                 | Sinn Féin                                                 | 10. März 2016     |
| Waterford            | John Halligan             |         |                              | Unabhängiger (Independent Group)                          | Unabhängiger (Independent Group)                          | Unabhängiger (Independent Group)                          | 9. März 2011      |
| Waterford            | John Deasy                |         |                              | Fine Gael                                                 | Fine Gael                                                 | Fine Gael                                                 | 6. Juni 2002      |
| Wexford              | James Browne              |         |                              | Fianna Fáil                                               | Fianna Fáil                                               | Fianna Fáil                                               | 10. März 2016     |
| Wexford              | Brendan Howlin            |         |                              | Labour                                                    | Labour                                                    | Labour                                                    | 10. März 1987     |
| Wexford              | Paul Kehoe                |         |                              | Fine Gael                                                 | Fine Gael                                                 | Fine Gael                                                 | 6. Juni 2002      |
| Wexford              | Michael William D’Arcy    |         |                              | Fine Gael                                                 | Fine Gael                                                 | Fine Gael                                                 | 14. Juni 2007     |
| Wexford              | Mick Wallace              |         |                              | Independents 4 Change                                     |                                                           | 2019 in das Europäische Parlament gewählt                 | 9. März 2011      |
| Wexford              | Malcolm Byrne             |         |                              | Fianna Fáil                                               | Fianna Fáil                                               | Fianna Fáil                                               | 29. November 2019 |
| Wicklow              | John Brady                |         |                              | Sinn Féin                                                 | Sinn Féin                                                 | Sinn Féin                                                 | 10. März 2016     |
| Wicklow              | Stephen Donnelly          |         |                              | Social Democrats                                          | Social Democrats                                          | Social Democrats                                          | 9. März 2011      |
| Wicklow              | Simon Harris              |         |                              | Fine Gael                                                 | Fine Gael                                                 | Fine Gael                                                 | 9. März 2011      |
| Wicklow              | Andrew Doyle              |         |                              | Fine Gael                                                 | Fine Gael                                                 | Fine Gael                                                 | 14. Juni 2007     |
| Wicklow              | Pat Casey                 |         |                              | Fianna Fáil                                               | Fianna Fáil                                               | Fianna Fáil                                               | 10. März 2016     |